# 陶光龙窑
陶光龙窑（英語：Thow Kwang Pottery Jungle）位於新加坡裕廊，是新加坡仅存的龙窑，创烧於1940年代。陶光龙窑由砖砌成，窑身長達27米。

## 历史沿革
陶光龙窑由来自中国潮州枫溪的移民于1940年代创立，1965年由陈钦赐购得，1980年传给儿子陈德育。
陈钦赐生於中国潮州枫溪百窑村，系第三代陶艺师，早年协助祖父和父亲做陶器生意以维持生计。他在1937年移居马来西亚半岛，在叔叔的烟斗厂工作，随后南迁新加坡并购得龙窑。

## 地契
陶光龙窑所在地的租赁地契将于2023年12月结束。